# Bob de Jong
Bob Johannes Carolus de Jong (* 13. November 1976 in Leimuiden) ist ein niederländischer Eisschnellläufer, der von 1996 bis 2015 im Weltcup aktiv war. Er war Spezialist für 5000 und 10.000 Meter und wurde Olympiasieger und 7-mal Weltmeister.

## Karriere

### Die frühen Jahre
Bevor Bob de Jong in den Weltcup einstieg, war er bereits im Juniorenbereich sehr erfolgreich. 1995 und 1996 wurde er Juniorenweltmeister. Erfolgreich war er vor allem über die Langstrecken, 1996 im Olympic Oval in Calgary stellte er über 5000 Meter mit 6:37,55 Minuten einen neuen Juniorenrekord auf und seine Bestzeit über 3000 Meter mit 3:53,06 Minuten war sogar im Seniorenbereich ein Weltrekord.
Ab der Saison 1996/97 nahm er am Weltcup im Seniorenbereich teil. Seinen ersten Sieg feierte er im Januar 1997 in Baselga di Pinè im Rennen über 10.000 Meter mit neuem Bahnrekord. Eine Woche später gewann er in Davos über 5000 Meter. Bereits in seinem Debütjahr belegte er bei den Langstrecken Platz 3 der Weltcupgesamtwertung. In Warschau gewann er zum Saisonabschluss über 10.000 Meter mit Bronze seine erste Weltmeisterschaftsmedaille. Im Jahr darauf wurde er niederländischer Meister über die längere Strecke, ein Weltcupsieg blieb ihm aber verwehrt, so dass er erneut 3. der Gesamtwertung wurde. Bei seiner ersten Olympiateilnahme in Nagano gewann er aber Silber über seine Paradedistanz, ebenso wie bei den Weltmeisterschaften in Calgary. Beide Male war nur sein Landsmann Gianni Romme schneller als er. 1999 holte er bei der Heimweltmeisterschaften in Heerenveen seine erste Goldmedaille über 10.000 Meter und dazu Bronze über die halbe Distanz. Den Langstrecken-Weltcup beendete er auf Platz 2.

### Vom Olympiamisserfolg bis zum Olympiasieg
In der Saison 1999/2000 hieß sein Hauptgegner erneut Gianni Romme. Bei den Weltmeisterschaften wurde er über beide Langstrecken hinter seinem Landsmann Zweiter. Im Gesamtweltcup waren beide sogar punktgleich an der Spitze, aber Romme hatte aufgrund der besseren Einzelergebnisse die Nase vorn. Im Jahr darauf verlief der Weltcup nicht so erfolgreich – de Jong wurde erneut Dritter –, aber bei den Weltmeisterschaften in Salt Lake City holte er über 10.000 Meter sein zweites WM-Gold. Am selben Ort fanden ein Jahr später die Olympischen Winterspiele statt und nach dem zweiten Platz im Weltcup und dem Sieg in der nationalen Olympiaqualifikation strebte er sein erstes Olympiagold an. Mit enttäuschenden Ergebnissen über seine beiden Distanzen erreichte er aber nur abgeschlagene Ränge.
Von dem Rückschlag erholte sich de Jong aber schnell, 2002/03 wurde er wieder Weltcupzweiter und bei den Weltmeisterschaften in Berlin holte er sein drittes WM-Gold. Ein Jahr später gewann er mit vier Saisonsiegen zum ersten Mal den Gesamtweltcup über die Langstrecken gegen den Dauerrivalen Carl Verheijen, der ihm dann allerdings bei der WM in Seoul Gold wegschnappte. Im Jahr darauf in Inzell war der Einlauf aber wieder umgekehrt und de Jong holte sein viertes Gold.
In der Olympiasaison 2005/06 verlief dann der Weltcup gar nicht erfolgreich und erstmals stand er in der Gesamtwertung nicht unter den Top 3. Bei Olympia in Turin zeigte er aber seine beste Saisonleistung und wurde mit Bahnrekord Olympiasieger über 10.000 Meter. Anschließend erhielt er den Ritterschlag von der niederländischen Königin.

### Enttäuschung und späte Erfolge
Danach entschloss sich de Jong zu einem Trainerwechsel. Er schloss sich Bart Schouten an, der 2006 als Herrennationaltrainer der deutschen Mannschaft nach Berlin gegangen war. Im Weltcup kam er kaum voran und bei den Weltmeisterschaften 2007 war er nicht vertreten. Erst ab der Saison 2008/09 gehörte er wieder zu den Top 3 im Weltcup, bei den Weltmeisterschaften 2008 und 2009 sowie bei Olympia 2010 in Vancouver erzielte er jeweils Bronze in seiner Paradedisziplin, den 10.000 Metern.
Nach Olympia verließ Schouten Berlin und de Jong war auf Trainersuche. Er spielte sogar mit dem Gedanken, in den alpinen Skisport zum Skicross zu wechseln. Er hatte auch schon eine Lizenz vom Weltverband bekommen und an nationalen Turnieren teilgenommen. Dann schloss er sich aber mit Jorrit Bergsma dem BAM-Team an und das zahlte sich von Beginn an aus. Bereits in der Saison 2010/11 gewann er überlegen den Weltcup und wurde in Inzell Weltmeister über 10.000 und 5000 Meter. Im Jahr darauf verteidigte er den Weltcupsieg und holte bei den Weltmeisterschaften in Heerenveen Gold und Silber. Erst 2013 wurde er von seinem Teamkameraden Bergsma im Weltcup überholt und bei den Weltmeisterschaften in Sotschi auch noch von Sven Kramer und er wurde über 10.000 Meter Dritter.
Ausgerechnet in der Olympiasaison 2013/14 lief bei dem Langstreckler nicht viel. Im Weltcup hatte er mit Platz 9 sein bis dahin schlechtestes Ergebnis. In Sotschi konnte er aber hinter Bergsma und Kramer noch einmal Olympiabronze über seine Lieblingsstrecke gewinnen. In der Saison danach konnte er noch einmal, unter anderem mit einem Sieg über 10.000 Meter in Seoul, Platz 3 im Gesamtweltcup erringen. Bei den Weltmeisterschaften trat er aber nicht mehr an und als in der Saison 2015/16 die Ergebnisse ausblieben, beendete er mit 39 Jahren seine Karriere.